# Lahlef
Lahlef (em árabe: لحلف) é uma comuna localizada na província de Relizane, Argélia. De acordo com o censo de 2008, a população total da cidade era de 10 264 habitantes.